# La Cane aux œufs d'or (nouvelle)
Pour les articles homonymes, voir La Cane aux œufs d'or.
La Cane aux œufs d'or (titre original : Pâté de Foie Gras) est une nouvelle de science-fiction d'Isaac Asimov, parue pour la première fois en septembre 1956 dans Astounding Science Fiction. Elle a été publiée en France dans le recueil de nouvelles Histoires mystérieuses puis dans le recueil Le Livre d'or de la science-fiction : Isaac Asimov (1980).
Cette nouvelle publiée par Asimov sous le titre francophone Pâté de Foie Gras, constitue une réécriture sur une base scientifique et humoristique du conte La Poule aux œufs d’or de Jean de La Fontaine, et plus anciennement du poète grec Ésope. Néanmoins, contrairement au conte et à la fable, on n’ouvre pas le ventre de la cane et on ne la tue pas.

## Résumé
Des fonctionnaires du ministère américain de l’Agriculture sont informés qu’un paysan texan posséderait une cane qui pond des œufs en or. Comment cela est-il possible ? S’agit-il d’un canular ? 
Des scientifiques envoyés en secret dans la ferme constatent qu'effectivement, la cane pond régulièrement des œufs avec une coquille d’or (le jaune d’œuf et le blanc restent organiques). D'où vient cet or ? On vérifie que la cane n'en consomme pas et, par les rayons X, qu'elle n'en contient pas non plus. C'est donc qu’elle le crée en transmutant des isotopes d'autres atomes — en l'espèce, on découvre que son foie absorbe du fer et de l'oxygène, et qu'elle assimile très facilement les rayons gamma. Ainsi, la cane est à elle seule une usine de purification de radiations atomiques et de transformation de la matière, mais comment y parvient-elle ? 
En désespoir de cause, on décide de publier l’histoire dans un  magazine spécialisé, sous le couvert d’un récit de science-fiction, pour récolter ainsi les idées des lecteurs. La nouvelle se termine ainsi : « Je pris contact avec John W. Campbell, rédacteur en chef d’Astounding Science Fiction, qui me brancha sur Isaac Asimov. Maintenant, l’article est écrit. Je l’ai lu, je l’ai approuvé, et je vous conjure de ne pas en croire un mot. Pas un traître mot. Toutefois… si jamais quelqu'un a une idée… ».